# 集合的記憶
集合的記憶（しゅうごうてききおく、フランス語: la mémoire collective、英語: collective memory、中国語: 集體記憶）とは、ある社会集団が共有する記憶、知識、および情報の集合体であり、その集団のアイデンティティと深く結びついているものを指す概念である。英語のcollective memoryとフランス語の同義語la mémoire collectiveという表現は、19世紀後半に登場した。哲学者で社会学者のモーリス・アルブヴァクスは、1925年に著した『記憶の社会的枠組み（Les cadres sociaux de la mémoire）』において、この集合的記憶の概念を分析し発展させた。
集合的記憶は、大規模または小規模な社会集団によって構築され、共有され、受け継がれることがある。これらの集団には、国家、世代、コミュニティなどがある。
集合的記憶は、心理学、社会学、歴史学、哲学、人類学など、さまざまな学問分野において関心と研究の対象となってきた。

## 集合的記憶の概念化

### 集合的記憶の性質
集合的記憶は、いくつかの方法で概念化され、特定の属性を持つと提案されている。例えば、集合的記憶は、共有された知識の集積（例：国家の歴代指導者や大統領に関する記憶）を指す場合がある。また、社会集団のイメージ、ナラティブ、価値観や思想を含むこともあり、さらには出来事に関する集合的記憶が時間の経過とともに変化し続けるプロセスを意味することもある。

### 歴史と集合的記憶
歴史と集合的記憶の違いは、それぞれの目的と特徴を比較することで最もよく理解される。歴史の目的は、おおむね過去の出来事について包括的で正確かつ偏りのない描写を提供することである。その過程ではしばしば複数の視点の提示と比較が行われ、これらの視点や詳細を統合して完全かつ正確な記録を作り上げることが求められる。これに対して、集合的記憶は特定の一つの視点、たとえばある社会集団、国家、あるいはコミュニティの視点に焦点を当てている。そのため、集合的記憶は、その集団に固有の価値観やナラティブ、偏見に結び付けられた形で過去の出来事を表象する。
研究によれば、異なる国の人々は過去の記憶において大きな違いを持つことがあることが明らかにされている。ある研究では、アメリカとロシアの学生に第二次世界大戦に関する重要な出来事を思い出すよう指示し、そのリストを比較したところ、アメリカとロシアの学生が挙げた出来事の大半は共通していなかったことが示された。また、アメリカ国内においても、異なる世代間で南北戦争、第二次世界大戦、イラク戦争に関する記憶や感情的な見解に違いが見られることが、集合的記憶に関する世代間比較研究で明らかになっている。

### 集合的記憶とモニュメント・記念日
ベルリンの「虐殺されたヨーロッパのユダヤ人のための記念碑」、中国の各種「抗戦紀念館」や「解放紀念物」、そしてアメリカの首都ワシントンD.C.にある「ベトナム戦争戦没者慰霊碑」に至るまで、国家や民族が建てるモニュメントは、ある程度、その集団の「集合的記憶」を象徴している。彼らが何を記念し、あるいは何を記念しないのかという選択は、まさにその集合的記憶を反映している。
集合的記憶は、「再現形式（representational forms）」、すなわち文字、画像、映像などを通じて絶えず再生産されることで持続する。特にメディア時代である現代、そしてこの10年ほどのデジタル化の進展によって、膨大な「セカンドハンド・メモリー（second-hand memories）」が生み出されている。ある物語や映像は再制作され、時には再構成されることもあるが、同時に新たな映像やその他の再現形式からの挑戦や疑問も投げかけられる。今日の集合的記憶は、古代の口承文化における集合的記憶とは大きく異なる。当時はまだ印刷技術や交通輸送が存在せず、ベネディクト・アンダーソンの言う「想像の共同体」を成立させる要素が欠けていた。しかし現代においては、見知らぬ他人とさえ、同じ国、地域、都市、あるいは民族の出身というだけで、共通の意識や伝統の継承を共有し、まるで「血縁関係」にあるかのように感じることがある。
1925年、モーリス・アルブヴァクスは「集合的記憶」という概念を初めて提唱し、それを「自伝的記憶（autobiographical memory）」と「歴史的記憶（historical memory）」の2種類に分類した。前者は、個人が実際に体験した出来事の記憶を指し、後者は書き記された記録、映像、記念日や公式の祝祭日などの形式を通じて継承される記憶を指す。自伝的記憶は時間とともに薄れていくが、それが歴史的記憶の形に転換されることで、初めて長く保存されるのである。

#### 香港の事例
香港の集合的記憶（中国語: 集體記憶）は、かつてイギリスの統治を受けた歴史、広東語を基盤として発展した文化、かつて隆盛を誇った映画産業、そしてその後の中華人民共和国への返還などによって構成されている。「集合的記憶」という概念は、1990年代後半から香港で広く使われ始めた。特に、2006年11月に香港政府が「集合的記憶」を持つと見做されていた愛丁堡広場碼頭（旧中環天星碼頭）を解体したことで、香港市民の集合的記憶への関心は大きく高まった。2007年1月には、香港政府が歴史的建造物の解体是非を判断する際の参考要素の一つとして、集合的記憶の存在を考慮することを提案している。一部の学者は、異なる政治団体が集合的記憶を利用して政治的な議題を創り出すことがあると指摘しており、こうした記憶は「創造された記憶」（invented memory）と呼ぶべきであるとしている。また、こうした「集體記憶」の拠り所は特別なモニュメントに限らず、「公共屋邨（公共団地）」や「公衆街市」など、幅広い場所に求められている。

### 集合的記憶に関する視角
アルブヴァクスによって最初に提唱された「集合的記憶」という概念は、その後さまざまな観点から探究され、発展してきた。以下に、そのいくつかのアプローチを紹介する。
ジェームズ・E・ヤング（James E. Young）は「集合的記憶（collective memory）」に対して「収集的記憶（collected memory）」の概念を導入し、記憶の本質的に断片的で集められた個人的な性質を強調する。一方で、ヤン・アスマン（Jan Assmann）は「伝達的記憶（communicative memory）」という概念を発展させ、日常的なコミュニケーションに基づく集合的記憶のあり方を提唱している。この形態の記憶は、口述文化における交流や、口承によって集められ、集合的にされる記憶に類似する。また、アスマンは集合的記憶の別の下位形態として、日常から切り離されたものを挙げており、例えば、テキストや記念碑のように物質的に具現化され、「定点（fixed point）」として存在する記憶がこれに該当する。
集合的記憶の理論は、広島の元住民であり被爆者である谷本清によっても語られた。彼は、広島のメソジスト教会再建のための支援と資金を集める目的でアメリカ合衆国を訪問した際、この理論を提唱した。谷本は、原爆の使用が世界の集合的記憶に永遠に刻まれ、今後はそのような兵器に対する警告として機能するだろうと考えた。この内容は、ジョン・ハーシーの1946年の著書『ヒロシマ』にも記されている。
歴史家でありアイルランドの記憶と歴史の権威であるガイ・ベイナー（1968年 – ）は、多くの記憶に関する研究で「集合的」という形容詞が無批判に使われていることに批判的である：
問題は、集合的記憶の研究において「集合性」という概念が単純化されて使用されている点にある。この概念は、ほとんどの場合において存在しない均質性を仮定し、記憶は構築されるものであるため、それを維持する人々の操作に完全に従うとしており、記憶の柔軟性には限界があることや、人工的な記憶の構築がどこまで浸透するかには限度があることを否定している。実際には、完全な集合的記憶の構築は政治家の最良の願望に過ぎず、決して完全には達成されることはなく、常に論争の対象となるものである。
代わりに、ベイナーは「社会的記憶」という用語を提唱し、その限界を示すために「社会的忘却」という関連する概念を展開した。
歴史家デイヴィッド・リーフ（David Rieff）は「集合的記憶」という用語に異議を唱え、実際にその出来事を経験した人々の記憶と、文化やメディアを通じてその出来事を知る人々の記憶を区別する。リーフは、ジョージ・サンタヤーナの「過去を記憶できない者は、それを繰り返す運命にある（those who cannot remember the past are condemned to repeat it）」という格言に反対し、特定の歴史的出来事（しばしば集団に対する不正）が強調されることで、特に過去に戦争が引き分けに終わった場合、武力衝突の解決が妨げられる可能性があると指摘している。一方、社会学者デヴィッド・リューポルド（David Leupold）は、「集合的記憶」という概念に内在する構造的ナショナリズムの問題に注目し、世代的帰属、家族、地域、社会政治的な世界観に基づく他の記憶共同体の相互作用を強調する多集団的視点を採用することで、集合的記憶の概念が国民的集合体に縛られないようにするべきだと主張している。
ピエール・レヴィは、人類の集合的知性という現象がインターネットのパラダイムの到来によって大きな変化を迎えると主張している。インターネットは、広範な人類の大多数が共通のオンライン上の集合的記憶にアクセスし、これを修正できるようにするからである。

## 集合的記憶と心理学的研究
伝統的には人文学の分野で研究されてきた集合的記憶は、心理学においても関心のある分野となっている。心理学における集合的記憶の研究アプローチには、集合的記憶の形成と伝達に関与する認知メカニズムの調査や、社会的グループ間での歴史の社会的表象の比較などがある。

### 歴史の社会的表象
集合的記憶に関する研究は、異なる社会集団がどのように歴史の表象を形成し、それらの集合的記憶が理想、価値観、行動にどのように影響を与えるか、またその逆について比較するアプローチを取っている。社会的アイデンティティを発展させ、過去の対立や誤りのパターンを防ぐために過去を評価することが、集団が歴史の社会的表象を形成する理由として示唆されている。この研究は、異なる集団を調査したり、歴史と集合的記憶の比較における記憶の違いを比較することに焦点を当てている。
社会集団（国や州など）間の集合的記憶の違いは、集合的ナルシシズムや自己中心的／自民族中心主義的バイアスに起因するとされている。関連する研究の一つでは、35か国の参加者に自国の世界史への貢献について質問し、0％から100％の間でパーセンテージの推定を提供させたところ、多くの国が自国の貢献を誇張して回答し、集合的ナルシシズムの証拠が見つかった。別の研究では、アメリカ50州の住民に、アメリカ合衆国の歴史に対する各州の貢献について同様の質問をしたところ、過大評価や集合的ナルシシズムのパターンも見られた。

### 共同想起における認知メカニズム
集団による想起に際して関与する特定の認知メカニズムおよびこれらのメカニズム間の相互作用は、集合的記憶の形成に寄与する可能性があると示唆されている。以下は、個人のグループが共同で想起する際に関与するいくつかのメカニズムである。。

#### 共同的抑制と想起の混乱
グループが情報を共同で想起する際には共同的抑制（collaborative inhibition）が発生する。これは、同数の個人による記憶の統合的な想起と比較してパフォーマンスが低下する現象である。Weldon and Bellinger (1997)および Basden, Basden, Bryner, Thomas (1997)は、共同的抑制の背後に想起の干渉があることを示す証拠を提供した。これは、他のメンバーの考えや議論を聞くことで、自分自身の思考の整理に干渉し、記憶が損なわれることによるものである。
共同的抑制の主要な理論的説明は、想起の混乱（retrieval disruption）である。情報の符号化を行う際、個々人は独自の情報組織を形成する。この組織は後に情報を想起する際に使用される。グループで情報を交換する際、グループメンバーによって想起された情報が、各自が発展させた独自の組織を妨げる。各メンバーの組織が乱されることで、グループ全体が想起する情報は、個々の参加者が単独で想起した場合（グループと同じ人数の参加者）の統合的な想起よりも少なくなる。
共同的抑制の問題にもかかわらず、グループで作業することは、時間が経つにつれて多くの異なるアイデアに触れるため、個人の記憶に長期的に利益をもたらす可能性がある。最初に個人で作業し、その後に共同作業を行うことが、記憶を増進する最適な方法であるように思われる。
共同的抑制についての初期の仮説には、個人の責任感の低下、社会的手抜き、責任の分散などがあったが、情報の検索干渉が主流の説明となっている。研究によると、社会的手抜き以外の要因に対する共同的抑制も存在しており、金銭的なインセンティブを提供してもグループの記憶増加には効果がないことが示されている。この研究のさらなる証拠は、社会的手抜き以外の要因が影響していることを示唆している。例えば、評価不安（他の人々の中で自分のパフォーマンスに対する注目）の軽減は個人の記憶を助けたものの、グループ全体の記憶向上にはつながらなかった。また、個人の責任感（グループ内での自分のパフォーマンスや貢献に対する注目）も共同的抑制を減らすことはなかった。したがって、グループメンバーがグループでの想起による干渉を克服するための動機は、いくつかの動機付け要因によって達成できるわけではない。

#### クロスキューイング
グループメンバー間の情報交換は、個人が単独で作業していた場合には思い出せなかったことを思い出す助けとなることが多い。つまり、Aが提供した情報を「手がかり（cue）」として、Bの記憶が呼び起こされる可能性があり、その結果として想起が促進される。グループでの想起の際には、他のメンバーによって記憶の手がかりが混乱し、個人が単独で行う場合よりも想起できる情報が少なくなることがある。それにもかかわらず、グループの混乱によって特定の情報を思い出すことができるなど、クロスキューイングは利点をもたらす。クロスキューイングは、グループによる想起の形成において重要な役割を果たす（Barber, 2011）。

#### 集合的虚偽記憶
2010年、1980年代イタリアで発生した爆弾事件（ボローニャ駅爆破テロ事件）に関して、人々がどのように記憶しているかを調査する研究が行われた。この爆発事件を記憶するため、ボローニャ中央駅の時計は10時25分で止められていた（de Vito et al. 2009）。調査では、ボローニャ中央駅にある時計がその後も動いていたかどうかを尋ねたところ、全員が「動いていなかった」と答えた。しかし、実際には動いていた（Legge, 2018）。歴史上には、このように人々が虚偽記憶を作り出す事例が多く存在する。2003年にクレアモント大学院大学で行われた研究では、ストレスのかかる出来事と実際の出来事とが脳内で異なる処理をされることが示された。その他の虚偽記憶の事例としては、実際には存在しない物体の記憶や、犯罪現場での人物の外見を誤認する場合がある（Legge, 2018）。人々が同じ偽記憶を共有することもあり、「マンデラ効果」と呼ばれている。これは、南アフリカの公民権運動指導者ネルソン・マンデラがすでに亡くなっていると多くの人が誤って信じていたことに由来する（Legge, 2018）。「パンドラの箱」実験は、言語が偽記憶において心をさらに複雑にすることを説明している。言語は想像的な経験に関わるため、人間が正しい情報を集めることを難しくしている（Jablonka, 2017）。

#### 誤りの修正
個人で想起する場合と比較して、グループメンバーは想起の過程で誤りを検出し、個人では修正されなかったであろう誤りを修正する機会を提供することができる。

#### 社会的伝染による誤り
グループ環境では、誤った情報にさらされる機会も生じやすく、それが正しい情報や以前に学習した情報であると誤認される可能性がある。

#### 再曝露効果
グループのメンバーが以前に符号化された情報を想起するのを聞くことで、情報へ再度曝露する機会が得られ、記憶が強化されることがある。

#### 忘却
いくつかの研究によれば、グループ想起の際に忘却された情報や除外された情報は、それに関連する他の情報の忘却を促進する可能性があることが示されている。これは、グループ想起の過程で除外された情報に関連する記憶が、それとは無関係な情報と比較して、より忘れられやすくなることを意味する。選択的忘却は、集合的記憶の形成に関与する重要なメカニズムであり、最終的にグループメンバーによってどの情報が含まれ、どの情報が排除されるかを決定する要因と考えられている。このメカニズムは、「社会的に共有された検索誘導性忘却（socially-shared retrieval induced forgetting）」パラダイムを用いて研究されている。この手法は、個人に対する「検索誘導性忘却（retrieval induced forgetting）」手法を応用したものである。記憶に関与する脳の重要な領域には、大脳皮質、脳弓、およびそれらが含む構造がある。これらの脳構造は新たな情報の獲得に不可欠であり、もしこれらの構造が損傷を受けると、前向性健忘や逆行性健忘が生じることがある（Anastasio et al., p. 26, 2012）。健忘症とは、記憶を妨げたり心理的に影響を及ぼしたりするあらゆる状態を指す。時間の経過とともに、記憶喪失は健忘症の自然な症状の一部となることがある。場合によっては、過去の出来事や最近の出来事に関する逆行性記憶が失われることもある。

### ダイアド（2人組）からネットワークに至るまでの記憶の同期化
集合的記憶の形成に関するボトムアップ・アプローチは、認知レベルの現象が、人々の会話による想起を通じて記憶を同期させる方法を解明しようとするものである。人間の記憶は可塑性を持つため、過去について互いに語り合うことによって、相互の記憶に変化が生じ、会話の参加者同士の記憶の類似性が高まることが明らかになっている。こうしたダイアド間の相互作用が社会的ネットワーク内で繰り返されることにより、大規模なコミュニティが過去について類似した記憶に収束する過程を理解することができる。より大きな集団における相互作用の研究では、小集団内で生じる認知的メカニズムが、より大規模な社会ネットワークにおいても集合的記憶の形成を導く可能性が示されている。

## 集合的記憶分析における計算論的アプローチ
ソーシャルメディアやソーシャルネットワークデータといったオンラインデータの活用が可能となり、さらに自然言語処理や情報検索技術が発展したことにより、オンラインユーザーが過去をどのように参照し、何に焦点を当てているのかを分析することが可能になっている。2010年の初期の研究では、特定の国に関連するクエリによって収集された大量のニュース記事から、具体的な西暦年の言及を抽出している。この手法によって、異なる国の文脈でどの年が特に強く記憶されているのかを示す、いわゆる「記憶カーブ（memory curves）」を描き出すことができた（一般に、記憶カーブは指数関数的な形状を示し、重要な過去の出来事の記念に関連したピークが散見される）。また、ニュースにおいて遠い過去の年への関心がどのように減少していくのかも明らかになった。さらに、トピックモデリングとその分析を通じて、特定の年がどのような主題によって記憶されているのかを検出した。ニュース以外では、ウィキペディアも分析の対象とされた。ウィキペディアにおける航空機事故の記事の閲覧統計を分析することで、最近の出来事と過去の出来事との関係、特に記憶を喚起するパターンの理解が試みられている。
他の研究では、ソーシャルネットワークにおける集合的記憶の分析に焦点が当てられており、歴史に関連する200万件以上のツイートを定量的および定性的に調査し、それらの特徴や歴史関連コンテンツがソーシャルネットワーク内でどのように拡散されるのかを明らかにしている。ツイートやハッシュタグは、以下のタイプに分類される：
- 一般的な歴史ハッシュタグ：特定のタイプに分類されない、広範な歴史に関連するツイートを識別するためのハッシュタグ（例：#history、#historyfacts）。
- 国別または地域別歴史ハッシュタグ：国家や地域の歴史に関連するハッシュタグ（例：#ushistory、#canadianhistory）、または場所の過去の名称（例：#ancientgreece）。
- テーマ別歴史ハッシュタグ：歴史の特定のテーマに関連するハッシュタグ（例：#sporthistory、#arthistory）。
- 一般的な記念ハッシュタグ：特定の日や時期（投稿された日と関連していることが多い）または不特定の事物を記念するためのハッシュタグ（例：#todaywe remember、#otd、#onthisday、#4yearsago、#rememberthem）。
- 歴史的出来事ハッシュタグ：過去の特定の出来事に関連するハッシュタグ（例：#wwi、#sevenyearswar）。
- 歴史的人物や団体ハッシュタグ：特定の人物、団体、または物に関連するハッシュタグ（例：#stalin、#napoleon）。

社会的・集合的記憶がデジタル的転回後にどのように変化したかを包括する分野であるデジタル記憶（digital memorialization）の研究は、インターネット上での記憶に関するコンテンツの増加だけでなく、遺産機関や教室、個々のユーザーによるデジタルフォーマットやツールの利用の増加に対応して大きく成長してきた。

### 概説
- Jan Assmann: Religion and Cultural Memory: Ten Studies, Stanford UP 2005
- Jeffrey Andrew Barash, Collective Memory and the Historical Past, Chicago and London, University of Chicago Press, 2016.
- Maurice Bloch. "Autobiographical Memory and Historical Memory of the More Distant Past" in How We Think They Think: Anthropological Approaches to Cognition, Memory, and Literacy, edited by M. Bloch. Boulder and Oxford: Westview Press: 1998.
- Connerton, Paul. 1989. How Societies Remember, Themes in the social sciences. Cambridge [England] ; New York: Cambridge University Press.
- Maurice Halbwachs: On Collective Memory, Univ of Chicago Press, 1992, ISBN 0-226-11596-8
- Pennebaker, James W. Paez, Dario. Rime, Bernard: Collective memory of political events : social psychological perspectives, Mahwah, New Jersey. Lawrence Erlbaum Associates: 1997.
- Amy Corning & Howard Schuman: Generations and Collective Memory, Chicago: University of Chicago Press, 2015. ISBN 978-0-226-28252-7ISBN 978-0-226-28252-7

### 事例研究
- Bayer, Yaakov M. (2016). Memory and belonging: The social construction of a collective memory during the intercultural transition of immigrants from Argentina in Israel. Journal of Multidisciplinary Research, 8(1), 5-27.
- Beiner, Guy (2007). Remembering the Year of the French: Irish Folk History and Social Memory . Madison: University of Wisconsin Press. ISBN 978-0-299-21824-9
- Beiner, Guy (2018). Forgetful Remembrance: Social Forgetting and Vernacular Historiography. Oxford: Oxford University Press. ISBN 978-0-19-874935-6
- Buruma, Ian. (1995). The Wages of Guilt: memories of war in Germany and Japan. New York: Meridian.
- Cole, Jennifer: Forget colonialism? : sacrifice and the art of memory in Madagascar, Berkeley [etc.] : Univ. of California Press, 2001  Archived 2009-11-29 at the Wayback Machine.
- Fitsch, Matthias: The Promise of Memory: History and Politics in Marx, Benjamin, and Derrida, State University of New York Press, 2006
- Gísli Sigurðsson. “Constructing a Past to Suit the Present.” In Minni and Muninn: Memory in Medieval Nordic Culture, edited by Pernille Hermann, Stephen A. Mitchell, and Agnes S. Arnórsdóttir, 175–96. Turnhout: Brepols, 2014.
- Jing, Jun. (1996). The Temple of Memories: history, power, and morality in a Chinese village. Stanford, Calif: Stanford University Press.
- Lipsitz, George: Time Passages : Collective Memory and American Popular Culture, Minneapolis. University of Minnesota Press: 2001.
- Neal, Arthur G.: National Trauma and Collective Memory: Major Events in the American Century. Armonk, N.Y. M.E. Sharpe: 1998
- Olick, Jeffrey K.: The Politics of Regret: On Collective Memory and Historical Responsibility, Routledge, 2007
- Olick, Jeffrey K.: In the House of the Hangman: The Agonies of German Defeat,1943-1949, University of Chicago Press, 2005.
- Sorek, Tamir (2015). Palestinian Commemoration in Israel: Calendars, Monuments, and Martyrs. Stanford, CA: Stanford University Press. ISBN 978-0-8047-9518-0
- Schama, Simon. (1996). Landscape and Memory. 1st Vintage Books ed. New York: A.A. Knopf : Distributed by Random House.
- Smith, A. L., & Eisenstein, A. (2016). Rebuilding Shattered Worlds: Creating Community by Voicing the Past. University of Nebraska Press.
- Tillack-Graf, Anne-Kathleen (2012): Erinnerungspolitik der DDR. Dargestellt an der Berichterstattung der Tageszeitung „Neues Deutschland" über die Nationalen Mahn- und Gedenkstätten Buchenwald, Ravensbrück und Sachsenhausen. Frankfurt am Main: Peter Lang. ISBN 978-3-631-63678-7.
- Tirosh, Yoav. “Scolding the Skald: The Construction of Cultural Memory in Morkinskinna’s Sneglu-Halla Þáttr.” European Journal of Scandinavian Studies 47, no. 1 (2017): 1–23.
- Zucker, Eve. Forest of Struggle: Moralities of Remembrance in Upland Cambodia. University of Hawaii Press, 2013.

### ハンドブック
- Olick, Jeffrey K., Vered Vinitzky-Seroussi, and Daniel Levy, eds.  The Collective Memory Reader.  Oxford University Press: 2011.
- Prucha, Francis Paul.  Handbook for Research in American History: A Guide to Bibliographies and Other Reference Works. University of Nebraska Press: 1987
- Encyclopedia of American Social History. Ed. Mary Cayton et al. 3 vols. New York: Scribner, 1993.
- Blazek, Ron and Perrault, Anna. United States History: A Selective Guide to Information Sources. Englewood, Colorado. Libraries Unlimited: 1994
- Erll, Astrid and Nünning, Ansgar. A Companion to Cultural Memory Studies. Walter De Gruyter. 2010.
- Glauser, Jürg, Hermann, Pernille and Mitchell, Stephen A., eds. Handbook of Pre-Modern Nordic Memory Studies: Interdisciplinary Approaches. Berlin, Boston: De Gruyter, 2019.

### 計算論的アプローチ
- Au Yeung, Ching-man; Jatowt, Adam (2011). “Studying how the past is remembered” (PDF). Proceedings of the 20th ACM international conference on Information and knowledge management - CIKM '11. New York, New York, USA: ACM Press. p. 1231. doi:10.1145/2063576.2063755. ISBN 978-1-4503-0717-8.
- Hoskins A. Media, memory, metaphor: remembering and the connective turn. Parallax. 2011;17:19–31. doi:10.1080/13534645.2011.605573.
- Makhortykh, M., Zucker, E.M., Simon, D.J. et al. Shall androids dream of genocides? How generative AI can change the future of memorialization of mass atrocities. Discov Artif Intell 3, 28 (2023).
- Moncur, W., & Kirk, D. (2014, June). An emergent framework for digital memorials. In Proceedings of the 2014 conference on Designing interactive systems (pp. 965-974).
- Sumikawa, Yasunobu; Jatowt, Adam; Düring, Marten (2017). “Analysis of Temporal and Web Site References in History-related Tweets” (PDF). Proceedings of the 2017 ACM on Web Science Conference. New York, New York, USA: ACM Press. pp. 419–420. doi:10.1145/3091478.3098868. ISBN 978-1-4503-4896-6. 2017年12月16日時点のオリジナル (PDF)よりアーカイブ.
- Sumikawa, Yasunobu; Jatowt, Adam; Düring, Marten (23 May 2018). “Digital History meets Microblogging” (PDF). Proceedings of the 18th ACM/IEEE on Joint Conference on Digital Libraries. New York, NY, USA: ACM. pp. 213–222. doi:10.1145/3197026.3197057. ISBN 978-1-4503-5178-2.
- Sumikawa, Yasunobu; Jatowt, Adam (2020). “Analyzing history-related posts in twitter”. International Journal on Digital Libraries (Springer) 22:  105–134. doi:10.1007/s00799-020-00296-2.
- Walden VG (2022). The Memorial Museum in the Digital Age. Sussex: REFRAME. .
- Zucker EM, Simon DJ (eds). Mass violence and memory in the digital age: memorialization unmoored. Cham: Palgrave Macmillan; 2020.

### 心理学的アプローチ
- Choi, H. Y., Blumen, H. M., Congleton, A. R., & Rajaram, S. (2014). The role of group configuration in the social transmission of memory: Evidence from identical and reconfigured groups. Journal of Cognitive Psychology, 26 (1), 65–80.
- Coman, A. (2015). The psychology of collective memory. In: James D. Wright (editor-in-chief), International Encyclopedia of the Social & Behavioral Sciences (2nd Ed.), Vol. 4, Oxford: Elsevier. pp. 188–193.
- Coman, A. & Momennejad, I, Geana, A, Drach, D.R. (2016). Mnemonic convergence in social networks: the emergent properties of cognition at a collective level. Proceedings of the National Academy of Sciences, 113 (29), 8171–8176.
- Congleton, A. R., & Rajaram, S. (2014). Collaboration changes both the content and the structure of memory: Building the architecture of shared representations. Journal of Experimental Psychology: General, 143 (4), 1570–1584.
- Hirst W., Manier D. (2008). Towards a psychology of collective memory. Memory, 16, 183–200.
- Hirst, W., Yamashiro, J., Coman, A. (2018). Collective memory from a psychological perspective. Trends in Cognitive Sciences, 22 (5), 438–451.
- Licata, Laurent and Mercy, Aurélie: Collective memory (Social psychology of), International Encyclopedia of the Social & Behavioral Sciences, 2nd edition. Elsevier. 2015.
- Wertsch, J. V., & Roediger, H. L. (2008). Collective memory: Conceptual foundations and theoretical approaches. Memory, 16(3), 318–326.
- Rajaram, S., & Pereira-Pasarin, L. P. (2010). Collaborative memory: Cognitive research and theory. Perspectives on Psychological Science, 5(6), 649–663.
- Roediger, H. L., & Abel, M. (2015). Collective memory: A new arena of cognitive study. Trends in Cognitive Sciences, 19(7), 359–361.
- Weldon, M. S., & Bellinger, K. D. (1997). Collective memory: Collaborative and individual processes in remembering. Journal of Experimental Psychology: Learning, Memory, and Cognition, 23(5), 1160–1175.